# Benkő Mihály (történész)
Benkő Mihály (Budapest, 1940. november 22.) történész, orientalista, író.

## Életút
Egyetemi tanulmányait az Eötvös Loránd Tudományegyetemen végezte. Munkahelye 1979 óta nyugdíjazásáig a Magyar Nemzeti Múzeum Régészeti Könyvtára volt. Írt népszerű és más újságcikkeket, ifjúsági történelmi regényeket. 1988–2005 között tizenhat alkalommal járt Közép- és Belső-Ázsiában, elsősorban a mongol Altaj kazaklakta területein és a Kazak Köztársaságban.
A magyar őstörténet néprajzi-történeti-régészeti párhuzamait, a keleti magyar néptöredékek emlékeit kutatja. Tudományos cikkeit magyar és külföldi akadémiai és más tudományos folyóiratokban tette közzé. (Antik Tanulmányok; Acta Orientalia Academiae Scientarium Hungariae; Information Bulletin of the Russian Academy of Sciences, the Institute of Oriental Studies).
2011-ben a keleti magyarok, a magyar őstörténet kutatása, a magyar-kazak kulturális kapcsolatok fejlesztése területén végzett több évtizedes tevékenységéért a Magyar Köztársasági Érdemrend tisztikeresztjének polgári tagozatával tüntették ki.

## A keleti magyarok közötti kutatása
Benkő Mihály kutatásait a mongóliai majd kazakisztáni és nyugat-szibériai keleti magyarok között több, mint egy évtizedes terepmunkája előzte meg a Mongol Altajban. A kutató akkoriban történeti-régészeti-néprajzi kérdésekkel, pontosabban a honfoglaló magyarok temetkezési szokásainak máig fennmaradt, keleti párhuzamaival foglalkozott. 1986 óta kutatta a finnugornak tekintett ősmagyar halotti maszktípus (selyemre, bőrre varrott szem- és szájlemezek) belső-ázsiai (hun-türk) eredetét. Kutatásait elsősorban Harmatta János, Mándoky Kongur István, László Gyula és Erdélyi István támogatták. 
1990-ben Benkő Mihály Belső-Ázsiába utazott, azért, hogy ennek a temetkezési szokásnak a ma is élő formáit megismerje az északnyugat-mongóliai kazakok között. Ezt követően évente legalább egy hónapot töltött a Mongol Altajban. Kutatásainak eredményeiről „Nomád Világ Belső-Ázsiában” című, a korán elhunyt nagy turkológusnak, Mándoky Kongur Istvánnak szentelt könyvében számolt be. A könyv ajánlását László Gyula régészprofesszor írta, az író tudományos konzultánsai László Gyula, Ecsedy Ildikó és Dmitrij D. Vasziljev voltak. Benkő Mihály a nyugat-mongóliai kazakok között élő mazsarokkal ennek a kutatásnak a kapcsán találkozott, és ezután írta meg róluk szóló, „Julianus nyomdokain Ázsiában” című, 2001-ben megjelent könyvét.
Benkő Mihály munkája neves alapítványok – például a British Academy Stein Arnold Exploration Fund-ja, – valamint a Kazak Akadémia Keletkutató Intézete és a Kazahsztáni Magyar Nagykövetség támogatásával 2001. után sikeresen folytatódott Újfalvy Károly és Tóth Tibor nyomdokain Kazahsztánban és Nyugat-Szibériában is. Újabb eredményei is voltak: további keleti magyar néptöredékek felkutatása, létüket és múltjukat igazoló írásos bizonyítékok feltárása. Egymás után jelentek meg az eredményeket ismertető könyvei: A Torgaji Madiarok (Budapest, 2003) Erdélyi István régészprofesszor előszavával; Benkő Mihály-Babakumar Khinayat: A keleti magyarság írott emlékeiből (Budapest, 2007); Magyar-kipcsakok (Budapest, 2008), és tudományos publikációi az „Eleink” őstörténeti folyóiratban. Eredményeit kiegészítette a Kárpát-medencei magyarsággal fennálló genetikai kapcsolatok bizonyítása, amit dr. Bíró András Zsolt végzett [American Yournal of Physical Anthropology 189:805-810 (2009)]

## A Magyar-Muhammadjar (Mohamed barátja) „háborúról”
Benkő Mihály személye ellen és kutatási eredményei megkérdőjelezése céljából 2006-ban koncentrált tudományos támadás indult, lejárató kampány kíséretében. Az utóbbi során vitairataikban többek között kétségbe vonták (diplomával bizonyítható) történészi egyetemi végzettségét, sőt, minden alap nélkül, határozottan kijelentették, hogy ilyennel nem rendelkezik. „Tudományos” állításuk szerint a kazak magyarok elnevezésének semmi köze a Kárpát-medencei magyarok népnevéhez, mivel az előbbi etnikai név a Muhammadjar (Mohamed barátja, híve) személynév név rövidített változatából, a Madjarból alakult ki. Elméletük alátámasztásaként úgy érveltek, hogy a közép-ázsiai törökök nem tudják kiejteni a "gy" betűt, így ők a magyar nevet kizárólag "mazsar" vagy "madzsar" formában ejthetik ki. Ezzel szemben valójában a közép-ázsiai törökök, így a kazakok és az üzbégek is, a palatizált "d"-t, vagyis a "gy"-t tökéletesen ejtik: ez a tény a kazakok esetében videófelvétellel is bizonyítható.
A kazak-magyarok elsődleges felfedezője, Tóth Tibor ellen az 1960-as évek végén hasonló típusú lejárató kampány folyt, olyan sikerrel, hogy a XXI. század elejére a közép-ázsiai (kazakisztáni és üzbekisztáni) magyarok léte tudományos körökben és az érdeklődő nagyközönség köreiben is, teljes feledésbe merült. A kérdést Benkő Mihály 2002-től, majd Bíró András 2005-től folytatott tudományos kutatóútjai támasztották fel.
Benkő Mihály a személyével és kutatómunkájával szembeni érvekre tudományos cikkekben adott választ. A vitában kazak részről többek között Aybolat Kushkumbayev, egyetemi tanár, a történettudományok doktora, az Arany Horda korának neves kazak kutatója (származására nézve maga is kipcsak-magyar) is állást foglalt. A kazak tudós szerint kizárt a kazak-magyarok elnevezésének a Muhammadjar személynévből származtatása lehetősége. A török törzsi-nemzetségi nomenklatúrákban rövidített nevekből (becenevekből) kialakult törzsnevekre, nemzetségnevekre nincs adatolt példa. A hagyományőrző kazak-magyar öregek (akszakalok) a Muhammadjar nevet soha nem hallották. Önmagukra és nemzetségeikre kizárólag a „Magyar” nevet vonatkoztatják.

## Publikációk

### Könyvek
- Új törvény Spártában, Móra Kiadó, Budapest, 1983
- Csata Nikápolynál, Móra Kiadó, Budapest 1986
- Révész László – Siklódi Csilla –Hidán Csaba – Benkő M., A honfoglalók hétköznapjai. Szerk. Siklódi Csilla. Bp., 1996
- Nomád Világ Belső Ázsiában – László Gyula ajánlásával, TIMP Kiadó, Budapest 1998
- Julianus nyomdokain Ázsiában – Harmatta János előszavával, TIMP Kiadó, Budapest, 2001
- A Torgaji Madiarok – Erdélyi István előszavával, TIMP Kiadó, Budapest, 2003
- Benkő M. – Babakumar Khinayat: A keleti magyarság írott emlékeiből, Masszi Kiadó, Budapest, 2007
- Magyar-kipcsakok Timp Kiadó, Budapest, 2008
- Hunok és székelyek. Tanulmányok Benkő József halálának 200. évfordulójára; szerk. Benkő Mihály; Tortoma–Háromszék Vármegye, Barót–Sepsiszentgyörgy, 2014
- Őseink nyomában Ázsiában. Egy 18 évig tartó terepkutatás eredményei, Tortoma Könyvkiadó, Barót, 2020
- Őseink nyomában Ázsiában. Julianus barát magyarjai utódainak felfedezése. Benkő Mihály történész, keletkutató, író fotókiállítása, 2022. április 29–május 30. Kiállítási katalógus; BARSZ Magyar-Kazak Alapítvány–Pasaréti Közösségi Ház, Budapest, 2022

### Akadémiai és egyéb tudományos folyóiratok
- Benkő M., Halotti maszk és sírobulus. A honfoglaló magyarok halotti álarcának eredetéről: Antik Tanulmányok 33:2(1987-1988) pp. 169–200.
- Benkő, M., Burial masks of Eurasian mounted nomad peoples in the migration period. /1st millennium A. D./ = Acta Orientalia Academiae Scientiarum Hungaricae. 46. (1992/93.) 2-3. 113-131. 1 térk. 6 t.
- Benkő M., A halotti arctakaró történetéhez. = Antik Tanulmányok. 36. 1992. 1-2. 106-108.
- Benkő M., Aranymaszkos ősmagyar vezérsír (a koropcsinói leletről a Dnyeper középső folyásánál) Antik tanulmányok 57. (2003.) 111-125.
- Benkő M., Avagy vannak-e mazsarok a Mongol-Altajban? Válasz Kun Péternek Turán 2001. augusztus-szeptember 95-101.
- Benkő M. – Erdélyi István: Néhány érdekes tudománytörténeti momentum a kazárok kutatása egykori lehetőségeiről Eleink II. évfolyam 1. szám (2003) 83-90.
- Benkő M. – Babakumar Khinayat: Keleti magyar néptöredékek a kazak törzsszövetségekben Eleink III. évfolyam 2. szám (2004) 5-20.
- Benkő M., Egy ajándékba kapott könyv margójára Eleink III. évfolyam 2. szám (2004) 20-31.
- Benkő M., Addenda Eleink IV. évfolyam 1. szám (2005) 94.
- Benkő M., Közép-Ázsiai krónikák a keleti magyarok részvételéről a kazak kánságok megalapításában. Eleink IV. évfolyam 2. szám (2005) 18-29., Kőrösi Csoma Sándor és Keleti Hagyományaink (tanulmánykötet) Kovászna, 2007
- Erdélyi István-Benkő M., Szargatkai kultura és a hunok Eleink IV. évfolyam 2. szám (2005) 5-18.
- Benkő M., Hozzászólás írásban. Eleink V. évfolyam 1. szám (9.) (2006) 92-96.
- Benkő M., A turgaji madiar törzs. – In: Valóság, ISSN 0324-7228, 2003. (46. évf.), 1. sz., 44-56. p.
- Benkő M., Az otrári katasztrófa. – In: História, ISSN 0139-2409, 1985. (7. évf.), 4. sz., 4-6. p.
- Benkő M., Állam és hadsereg. – In: História, ISSN 0139-2409, 1984. (6. évf.), 5-6. sz., 61-63. p.
- Benkő M., Közép-Ázsiai krónikák a keleti magyarok részvételéről a kazak kánságok megalapításában. – In: Kőrösi Csoma Sándor és Keleti Hagyományaink, ISSN 1842-9645, 2007. Kovászna 139-151. p.
- Benkő M., Beszámoló 2006 nyári nyugat-szibériai kutatóutamról Eleink VI. évfolyam 1. szám (11.) (2007) 27-37.
- Benkő M., Mándoky Kongur István a kazak-magyarokról, in: Eleink VII. évfolyam, 2. szám(14.) 78-83. o.
- Benkő M., Nyugat-szibériai kutatóutamról 2006-ban – In: Kőrösi Csoma Sándor és a magunk keresése, 2008. Kovászna 103-112. p.
- Benkő M., Keleti magyarok eredetmondáiból- In: Kőrösi Csoma Sándor – jelek térben és időben, 2009. Kovászna 61-64. p.
- Benkő M., Még egyszer a kazak-magyarokról. (Hozzászólás Baski Imre cikkéhez). Eleink VIII/2, 2009, 30–43
- Benkő M., Az omszki sezserék és kapcsolataik. In: A Magyar Őstörténeti Munkaközösség Egyesület III. Gödi Konferenciája. Őstörténeti füzetek, 8, 2009, 43–51
- Benkő M., Harmatta János és Julianus magyarjai. Eleink, IX./1, 2010. 6–13.
- Benkő M., Magyar néptöredék Kazahsztánban? (Megjegyzések Bálint Csanád cikkéhez) Eleink, IX./2, 2010. 58-67. o.
- Benkő M., A. K. Kuskumbajev a keleti magyarokról és Dast-i-Küpcsakról Eleink, IX./4, 2010. 106. o.

### Könyvfordítás orosz nyelvből
- Nurszultan Nazarbajev: A XXI század küszöbén. Budapest, 1997
- Szaginbek Turszynov: Kazakisztán és Magyarország Történelmi kapcsolatok és az együttműködés napjainkban, Budapest, 2005

### Könyv, folyóirat hivatkozások
- László Gyula: Árpád népe Budapest 1988. 54. o. 106. sz. jegyzet
- Kristó Gyula: A magyar állam megszületése Szeged 1995. 107. 36. sz. jegyzet
- Dienes István: Benkő M. ajánlása Eleink 2003. 2. szám 101-103. o.
- Makkai János: Türkmagyarok, Budapest 2005. 57-58. 236. sz. jegyzet
- Babakumar Khinayat: Mazsarsztandük kazahsztanusü Benkö Mihaly, Altyn Beszik 2005/6 36-39. o.
- Zsilinszky Éva: M. Benkő , On the Tracks of Friar Julian. Journeys across Mongolia, Magyar Nyelv 2003/1. szám 94. o.
- Róna-Tas András: Kis magyar őstörténet, a magyarok korai története az államalapításig, Ballassi Kiadó Kft., Budapest, 2007. 36., 203. o.
- Benkő István: Keleti magyarok – Ellenszélben

### Újságcikkek, riportok
- Benkő M., Az ezüstmaszkok türk származásra utalnak Magyar Nemzet 1986. VI. 7. 4. oldal
- Hovanyecz László: Madiarok között Kazahsztánban, Népszabadság 2003. december 31.
- Ольга МАЛАХОВА: ПЕВЕЦ ТУРГАЙСКИХ МАДЬЯР, KAZAXCTAHCKAЯ ПPABДA 2006.
- Benkő István: Interjú Benkő Mihállyal, Eleink VI. évfolyam 2. szám (12.) (2007) 80-89.
- Benkő M., A keleti magyarok eredetmondáiból, Honlevél IV. évf. 12. szám, 2008. december, 38-39. o.
- Benkő M., A keleti magyarok, képriport a kazakisztáni magyarokról, Honlevél V. évf. 3. szám, 2009. március, 33-34. o.
- (lelkes) A keleti magyarok emlékét kutatja – Csallóköz 2010. február 23., 8. o.
- (lelkes) Kiállítás a múzeumban – Patonyföld 2010. február 19.

## Fotókiállítások
- Százhalombatta, Matrica Múzeum 1996. március-szeptember
- Budapest, Vendéglátóipari és Kereskedelmi Főiskola, 1996. október
- Budapest, Orosz Kultúra Háza, 1997. június
- Budapest, Környezetvédelmi Minisztérium Zöld Galéria 2002. április
- Esztergom, Duna Múzeum: 2003. március-április
- Budapest, Környezetvédelmi és Vízügyi Minisztérium Zöld Galéria 2006. január
- Budapest, Óbudai Múzeum, Zichy kastély, 2007. március-szeptember
- Piliscsaba, Udvarház, 2007. szeptember
- Budapest, Magyar Nemzeti Múzeum, 2007. szeptember
- Ráckeve, Árpád Múzeum, 2007. december-január
- Budapest, Magyarok Háza, 2007. január-február
- Dunaszerdahely, Csallóközi Múzeum, 2010. február
- Budapest, Vollnhofer Art Studio, 2011. február
- Barót, Erdővidék Múzeuma, 2017. július
- Budapest, Újpalota, Csokonai Kulturális Központ, Zsókavár Galéria, 2021. okt. 9-november 10.

## Illusztrációként felhasznált fotók
- Magyar kézműipar története, Budapest, 2006. 70. o. Fodor István: Magyar kézműipar a honfoglalás korában c. cikkének illusztrációja
- Honfoglalás és néprajz (Szerk.: Győrffy György) Budapest,
- Révész László: Emlékezzetek utatok kezdetére, Budapest,
- História XXIII. évf. (2001) 1. Címlap, 4., 6., 7. Győrffy György: Magyarok a steppén c. cikkének illusztrációi
- Kilenc égben, Mongol kortárs szépirodalmi antológia, Budapest 2006, címlapfotó: három dia (két hentiji és egy arhangaji) felhasználásával

## Keleti magyarokra vonatkozó irodalom
- Aczél Kovách Tamás: Ismeretlen magyar törzsre bukkant egy budapesti tudós, in: Magyar Nemzet, 1967. nov. 6

- Aczél Kovách Tamás: Új meglepő kutatási eredmények a magyarok eredetéről, in: Magyar Nemzet 1968. nov. 7.

- Ahmetov, B. A.: Gosudarstvo kochevykh uzbekov. Moskva, 1965.

- Bendeffy László: Az ismeretlen Julianus.Budapest, 1936,

- Bendeffy László: Fontes authentici itinera( (1235-1238) fr. Juliani illustrantes. Budapest 1937.

- Benkő M.: Julianus nyomdokain Ázsiában – Harmatta János előszavával, TIMP Kiadó, Budapest, 2001;

- Benkő M.: A Torgaji Madiarok – Erdélyi István előszavával, TIMP Kiadó, Budapest, 2003.

- Benkő Mihály – Babakumar Khinajat: Keleti magyar néptöredékek a kazak törzsszövetségekben, in: Eleink III. (2004)/2, 5-20.

- Benkő M.: Közép-Ázsiai krónikák a keleti magyarok részvételéről a kazak kánságok megalapításában. – In: Kőrösi Csoma Sándor és Keleti Hagyományaink, ISSN 1842-9645, Kovászna, 2007. 139-151. (2007.a.)

- Benkő M.: Benkő M. – Babakumar Khinayat: A keleti magyarság írott emlékeiből, Masszi Kiadó, Budapest, 2007. (2007.b.)

- Benkő M.: Magyar-kipcsakok Timp Kiadó, Budapest, 2008. (2008.a.)

- Benkő M.: Mándoky Kongur István a kazak-magyarokról, in: Eleink VII. évfolyam, 2. szám(14.) 2008. (2008.b.)

- Bíró A. Z.- Zalán A.- Völgyi A.-Pamjav H.: A chromosomal comparison of the Madjars (Kazakhstan) and the Magyars (Hungary). in: American Journal of Physical Anthropology, 2009.

- Kazak tilinin szezdigi (Kazak értelmező szótár), Almatü, 1999

- Kuskumbajev, A.: Magyarok keleten és nyugaton, Napkút Kiadó, SBN 978 963 263 223 0 Budapest 2012.

- Ligeti Lajos: A magyar nép mongol kori nevei. Magyar Nyelv, 432. (1964 december), 385-404.

- Magauin, Muhtar: A kazah történelem ábécéje, ISBN 9789630871716, Budapest, 2013.

- Materialy po istorii kazakhskikh khanstv XV–XVII vekov. Alma Ata, 1969.

- Nagy Iván: Adalékok a madjar-magyar kérdéshez, http://julianusbaratai.blog.hu/2016/10/31/nagy_ivan_adalekok_a_madjar-magyar_kerdeshez, letöltve 2016-11-19

- Róna Tas András. A magyar népnév egy 1311-es volgai bolgár sírfeliraton. Magyar Nyelv, LXXXII (1986), 78–81.

- Róna-Tas András: Nép és nyelv: A magyarság kialakulása, elhangzott 2004. március 1-én a Mindentudás Egyetemén, http://real-eod.mtak.hu/1079/1/05%20R%C3%B3na-Tas%2073-92.pdf, letöltve 2016-11-14

- Семенов, Н.: Туземцы Северо-Восточного Кавказа. Cпб., 1895

- Tóth T.: Tanulmányúton a Szovjetunióban (Újfalvy Károly nyomában). Anthropológiai Közlemények, X. (1966/4) (1966.a.)

- Tóth T.: Az ősmagyarok mai relictumáról. (Előzetes beszámoló). MTA, a Biológiai osztály közleményei, 1966. (1966.b.)

- Tóth T.: Az ősmagyarok genezisének szarmatakori etapjáról, MTA Filozófiai és Történettudományi Osztályainak Közleményei, XIX. évf. (1969), pp. 85–95.;

- Trepavlov, V. V.: A Nogaj Horda története, Moszkva, 2002.

- Vásáry István: Julianus magyarjai a mongol kor után: mozsarok és miserek (mescserek) a Közép-Volga vidékén, in: *Vásáry István: Magyar Őshazák és magyar őstörténészek, Budapest, 2008. 37-72

## Külső hivatkozások
- Magyarok között Belső- és Közép-Ázsiában Archiválva 2011. szeptember 28-i dátummal a Wayback Machine-ben
- Tóth Tibor és Benkő Mihály barátai
- Keleti magyarok – ellenszélben
- Benkő M., Az Omszki sezserék jelentőségéről (szöveg + videó). YouTube